# Coolville (Ohio)
Coolville es una villa situada en el condado de Athens, Ohio, Estados Unidos. Tiene una población estimada, a mediados de 2022, de 447 habitantes.

## Geografía
La localidad está ubicada en las coordenadas 39°12′58″N 81°47′59″O / 39.21611, -81.79972 (39.216237, -81.799648). Según la Oficina del Censo, tiene una superficie total de 2.59 km², de los cuales 2.54 km² corresponden a tierra firme y 0.05 km² están cubiertos de agua.

## Demografía
Según el censo de 2020, en ese momento había 454 personas residiendo en la localidad. La densidad de población era de 178.74 hab./km². El 94.71% de los habitantes eran blancos, el 0.44% eran afroamericanos, el 0.22% era amerindio, el 0.22% era asiático, el 0.44% eran de otras razas y el 3.96% eran de una mezcla de razas. Del total de la población, el 1.10% eran hispanos o latinos de cualquier raza.